# أحمد أبو بركة
أحمد أبو بركة قياديّ بالإخوان المسلمين ومحامي بمحكمة النقض المصرية، يعمل أستاذاً في الاقتصاد السياسي والسياسات المالية بكلية الحقوق جامعة أسيوط، كما أنّه أمين عام نقابة المحامين المصرية بمحافظة البحيرة.

## العمل السياسي
المستشار القانوني لحزب الحرية والعدالة، وعضو سابق بمجلس الشعب عن دائرة كوم حمادة بمحافظة البحيرة، ومرشح حزب الحرية والعدالة عن ذات الدائرة.

## بلاغاته
أعلن في نوفمبر 2011 نيته التقدم ببلاغ للنائب العام للتحقيق مع علي السلمي (نائب رئيس الوزراء) بتهمة تبديد المال العام، لقيامه بتأجير قاعة الأوبرا لمناقشة وثيقة المبادئ الأساسية للدستور، رغم أنّ تلك الوثيقة غير دستورية لأنّها تتعارض مع نص المادة 60 من الإعلان الدستورى. وانتقد أبو بركة صمت الأجهزة الرقابية بعد الثورة على تلك التصرفات.